# María Mandeli
María Mandeli (nacida en Bérgamo, 1925 — 6 de diciembre de 2015) conocida como Krizia, fue una modista y empresaria italiana.
Apasionada de moda desde su juventud, Krizia comenzó a darse a conocer internacionalmente en los años 1970 y 1980. Ganó el Premio de la crítica de la moda en el Palacio Pitti de Florencia, el Premio Tiberio de Oro de la moda que concede la ciudad de Capri y en 1986 recibió el título de Comendador de la Orden al Mérito de la República Italiana.
Contrajo matrimonio con Aldo Pinto.
Falleció el 6 de diciembre de 2015 a los 90 años, de infarto en Milán.